# Epitranus albipennis
Epitranus albipennis är en stekelart som beskrevs av Walker 1874. Epitranus albipennis ingår i släktet Epitranus och familjen bredlårsteklar. Inga underarter finns listade i Catalogue of Life.